# Cantonul La Fère
Cantonul La Fère este un canton din arondismentul Laon, departamentul Aisne, regiunea Picardia, Franța.

## Comune
- Achery
- Andelain
- Anguilcourt-le-Sart
- Bertaucourt-Epourdon
- Brie
- Charmes
- Courbes
- Danizy
- Deuillet
- La Fère (reședință)
- Fourdrain
- Fressancourt
- Mayot
- Monceau-lès-Leups
- Rogécourt
- Saint-Gobain
- Saint-Nicolas-aux-Bois
- Servais
- Travecy
- Versigny